# 朱履龢
朱 履龢（しゅ りわ）は中華民国の官僚・司法官・政治家。 字は笑山。「朱履和」 と表記される例もある。蔣介石国民政府において法務官僚として台頭し、後に中華民国維新政府、南京国民政府（汪兆銘政権）で要人となった。

## 事績
イギリス留学経験を持つ。北京政府における朱履龢の官歴は目立つものではなく、1912年（民国元年）8月16日から翌年6月3日までの司法部参事、あるいは法権討論会と関税特別会議における秘書（事務方）ぐらいしか見当たらない。
1927年（民国16年）6月6日、蔣介石国民政府で外交部総務司司長に任命され、朱履龢はようやく要職を歴任し始める。10月20日、同部第二司司長に異動した。翌1928年（民国17年）2月29日、司法部秘書長となり、3月9日、司法部次長に昇格している（11月27日、同部政務次長となる）。1930年（民国19年）4月14日、魏道明の後任として司法行政部長代理に就任し、同年12月16日、立法院立法委員も兼任した。1931年（民国20年）12月30日、羅文幹が司法行政部長に就任したため、朱は政務次長に戻り、翌1932年（民国21年）1月12日、政務次長からも辞職した。その後の数年間は下野していたとされる。
梁鴻志らの華中における親日政権樹立活動に、朱履龢も参与していたと見られる。1938年（民国27年）8月12日、中華民国維新政府の司法行政部（部長：胡礽泰）次長に朱は任命された。翌1939年（民国28年）5月27日、新設された最高法院院長に特任されている。1940年（民国29年）1月4日、司法行政部長・胡礽泰が辞任したため、朱が後任の部長署理に就任した。
1940年（民国29年）3月30日、維新政府が南京国民政府（汪兆銘政権）に合流すると、朱履龢は司法院副院長と中央政治委員会列席委員に任命された。同年4月6日、中央公務員懲戒委員会委員長を兼任している。
1945年（民国34年）4月13日、南京市で死去。享年69。